# Margit Schumannová
Margit Schumannová (14. září 1952, Waltershausen – 11. dubna 2017, Oberhof) byla německá sáňkařka.
Reprezentovala Německou demokratickou republiku („Východní Německo“). Byla držitelkou dvou olympijských medailí – vyhrála závod jednotlivců na hrách v Innsbrucku roku 1976 a na předchozí olympiádě v Sapporu roku 1972 skončila v individuálním závodě třetí. Krom toho má čtyři singlové tituly mistryně světa (1973, 1974, 1975, 1977) a tři tituly mistryně Evropy (1973, 1974, 1975). Šestým místem na olympijských hrách v Lake Placid roku 1980 ukončila kariéru závodnice a přešla ke studiu sportovních věd na Akademii tělesné kultury v Lipsku, aby se stala specializovanou trenérkou sáňkování. Poté začala trénovat v Oberhofu, nejprve juniory a nakonec východoněmeckou reprezentaci. Poté přijala civilní zaměstnání u armády. Po znovusjednocení Německa v roce 1990 nastoupila na pozici personalistky u armádní divize pro podporu sportu v Oberhofu. Později pracovala pro armádní sport jako psycholožka. V roce 2004 byla mezi prvními třemi osobami, které byly uvedeny do Síně slávy Mezinárodní sáňkařské federace (spolu s Klausem Bonsackem a Paulem Hildgartnerem).